# 스토리픽
스토리픽(Storypick)은 컴투스가 서비스하고 자회사 데이세븐이 개발한 스토리게임 플랫폼이다. 게임들은 모두 선택에 따라 이야기가 갈라지는 상호작용 소설 형태를 띤다. 홍보 문구는 '당신의 선택, 당신의 이야기'. 간판작 일진에게 시리즈 신작과 킹덤, 하트시그널, 오피스워치 등 인기IP를 활용한 게임부터 디스토피아 SF 판타지나 미스테리 호러 스릴러 등 한쪽에 편향되지 않는 다양한 장르와, 오픈작으로만 17개의 게임 수록하며 매달 새로운 게임을 추가할 계획이라고 한다. 기존에 별도로 서비스 되던 데이세븐사의 게임들 역시 개별앱을 다운받을 필요가 없도록 스토리픽으로 통합될 예정이며, 오픈작에 포함된 6개의 기존앱에 접속한 유저들에게는 스토리픽 플랫폼에서 사용 가능한 콘텐츠 대여권을 지급한다고 한다.

## 게임 목록
인기IP를 활용한 신작들과 기존 Day사의 연애게임을 포함하여 인터뷰보다 하나 더 많은 총 18개의 게임을 서비스하기 시작했다. 일진에게 시리즈 신작 '일진에게 빠졌을 때'는 4월 14일 출시되었다. 성우더빙이 포함된 작품은 없다. 앱내 메인화면의 장르구분을 따르자면 크게 아래와 같이 정렬할 수 있다. 오픈첫날의 인기작은 더 존과 리스트.

### 로맨스
1. 오피스워치 NEW
2. 첫사랑에 대하여 NEW
3. 춘삼포차 NEW
4. 자취남녀
5. 사내연애
6. 하트시그널 NEW
7. 오피스스캔들
8. 연애시뮬레이션 게임속 주인공이 되었습니다!NEW

#### 로맨스 판타지
1. 실 땋아 련 잇고 NEW

#### 일진에게 시리즈
1. 일진에게 찍혔을 때
2. 일진에게 반했을 때
3. 일진에게 빠졌을 때 NEW

#### BL
1. 새빛남고 학생회
2. 내 구남친을 소개합니다 NEW
3. 남자들이 삽니다
4. 고양이는 맹수가 싫어요
5. 최애의 매니저가 되었습니다

### 스릴러/공포
1. 킹덤 NEW
2. 칼리 NEW
3. 안개에 잠긴 숲 NEW
4. 기이한 이야기 NEW

### SF/생존
1. 라스트맨 NEW
2. 더 존 NEW
3. 리스트 NEW

## 시스템

### 자원

#### 에너지⚡️
- 하루기본제공량 10
- 다른 모바일게임처럼 분단위로 채워지는게 아니고 자정이 되어야 완전히 채워진다.
- 29.000원의 월 결제를 통해 에너지 통을 50으로 확대할 수 있다.
- 사용처
  - 통상적인 선택지를 고를 때 (3~5)

#### 젬
- 하루 4시간마다 광고시청을 통해 10씩 얻을 수 있다.
- 사용처
  - 옷장 혹은 게임중 의상을 고를 때
  - 특수 선택지를 고르고 스핀오프를 오픈할 때
  - 대여권 및 소장권을 충전할 때

### 출석체크
|      | 🟣 젬 | ⚡️ 에너지 |
| ---- | ----- | --------- |
| day1 | 20개  |           |
| day2 | 20개  |           |
| day3 |       | 10개      |
| day4 | 10개  |           |
| day5 | 20개  |           |
| day6 |       | 10개      |
| day7 | 50개  | 100개     |
| 합계 | 170개 | 120개     |